# No Nut November
No Nut November is een internethype rondom onthouding, waarbij mannelijke deelnemers zich onthouden van masturberen of een orgasme hebben in de maand november. Je mag de hele maand niet klaarkomen. Ook is het de bedoeling dat je de hele maand geen pornografische films, video's, of foto's bekijkt met de bedoeling om opgewonden te worden. Mensen die No Nut November falen, worden ook wel Coomers genoemd.
Hoewel No Nut November oorspronkelijk bedoeld was als satirisch, beweren sommige deelnemers dat het onthouden van orgasmes en het kijken naar pornografie voordelen voor de gezondheid heeft. Zo zou men meer energie in sport en studie kunnen steken, weer anderen beweren dat het de hoogste vorm van het incel-bestaan zou zijn. Er is echter geen wetenschappelijke basis voor No Nut November.
De oorsprong van deze internetmeme wordt geassocieerd met de NoFap-gemeenschap op Reddit, die haar leden aanmoedigt om niet te masturberen. Deze gemeenschap groeide van 16.500 leden in november 2018 tot 52.000 leden in november 2019.
Een vermelding op de Urban Dictionary voor No Nut November werd in 2011 gepubliceerd, en in 2017 begon de beweging op sociale media aan populariteit te winnen. De Reddit-gemeenschap r/nonutnovember had in november 2022 135.000 leden.

## Destroy Dick December
Na No Nut November volgt de maand Destroy Dick December. In deze maand wordt het compleet tegenovergestelde van de maand ervoor juist aangemoedigd. De deelnemer moet elke dag op basis van de datum een bepaald aantal keer masturberen (1 keer op 1 december, 2 keer op 2 december, enz.) tot 31 december. In totaal zou de deelnemer dan op 31 december 496 keer een orgasme hebben gehad.